# Bistum Kaya
Das Bistum Kaya (lateinisch Dioecesis Kayana, französisch Diocèse de Kaya) ist eine in Burkina Faso gelegene römisch-katholische Diözese mit Sitz in Kaya. Es umfasst Gebiete in den Provinzen Sanmatenga, Namentenga und Passoré.

## Geschichte
Das Bistum Kaya wurde am 26. Juni 1969 durch Papst Paul VI. mit der Apostolischen Konstitution Ad patrisfamilias aus Gebietsabtretungen des Bistums Koupéla und des Erzbistums Ouagadougou errichtet. Es ist dem Erzbistum Koupéla als Suffraganbistum unterstellt.

## Bischöfe von Kaya
- Constantin Guirma, 1969–1996
- Jean-Baptiste Tiendrebeogo, 1996–1998
- Thomas Kaboré, 1999–2018
- Théophile Nare, seit 2018

## Pfarreien
- Provinz Sanmatenga: Kaya, Barsalogho, Pissila, Korsimoro, Boussouma, Dablo, Mané
- Provinz Namentenga: Boulsa, Tougouri, Dargo, Yalgo
- Provinz Passoré: Bokin
- Militärpfarrei[1]